# Біров Антонін Олександрович
Антонін Олександрович Біров (1 лютого 1929, село Тівадарфалва (Федорове), Чехо-Словаччина, тепер частина села Пийтерфолво (Петрове) Виноградівського району Закарпатської області — 5 жовтня 2018, місто Будапешт, Угорщина) — український радянський діяч, голова колгоспу «Прикордонник», Герой Соціалістичної Праці (8.04.1971). Депутат Верховної Ради УРСР 6—11-го скликань.

## Біографія
Народився в селянській родині. Закінчив горожанську (неповно-середню) школу у сусідній Румунії, потім закінчив угорське відділення Хустського педагогічного училища.
З 1946 року — вчитель початкових класів, завідувач навчальної частини, директор ряду шкіл Виноградівського району Закарпатської області.
Член КПРС з 1954 року. 
У 1959 році закінчив історичний факультет Ужгородського університету.
У 1959—1961 роках — голова колгоспу «Комсомолець» Виноградівського району.
У 1961—1993 роках — голова колгоспу «Прикордонник» села Петрове Виноградівського району Закарпатської області. За його керівництва у тодішньому Петровому з'явився власний парк атракціонів, 1986 року у палаці Дьордя відкрилася велика картинна галерея, збірка якої нині налічує близько 200 картин відомих закарпатських художників. 
Потім — на пенсії в селі Петрове (тепер Пийтерфолво).

## Нагороди
- Герой Соціалістичної Праці (8.04.1971)
- Орден Леніна (8.04.1971)
- Орден Жовтневої Революції
- Орден Трудового Червоного Прапора
- Орден Дружби народів
- медалі
- Грамота Кабінету Міністрів України (2006)
- «Відмінник народної освіти Української РСР» (1956)
- «Відмінник народної освіти СРСР» (1980)